# داليا المصرية (مسلسل)
داليا المصرية هو مسلسل تلفزيوني مصري، عُرض أول مرة سنة 1982، من إخراج رفعت قلدس. وبطولة صلاح ذو الفقار ومديحة سالم.

## ملخص القصة
يحكي المسلسل عن داليا التي أممت الثورة أملاك والدها، فمات من الصدمة وعانت هي وشقيقها الفقر والحاجة، فحقدت على الثورة، وقررت الانتقام، وعملت جاسوسة لصالح إسرائيل، لكنها أبلغتهم عن موقع للصواريخ كان يعمل فيه أخوها مهندسًا دون علمها، فاستشهد بعد غارة جوية على الموقع، وانهارت وندمت عندما علمت، وسلمت نفسها للسلطات المصرية، وساعدتهم في القبض على أعضاء شبكة التجسس. حسب قصة المسلسل.

## طاقم التمثيل
- صلاح ذو الفقار: الضابط محيي مدير المخابرات العامة المصرية
- مديحة سالم: داليا
- حسن يوسف: أدهم نعمان
- أشرف عبد الغفور: عبد القادر/فادي محمد شفيق
- ممدوح عبد العليم: عادل
- صلاح نظمي: رئيس جهاز المخابرات العامة المصرية
- نبيل الدسوقي: كولونيل جورج
- سامي سرحان: رستم درويش
- أحمد خميس: جمال
- أمل إبراهيم: فايزة
- نادية شمس الدين: خديجة
- جميل برسوم: الضابط علاء

بالإشتراك مع: عهد نعمت / عهد فنري (ميري) - حمدي شرف الدين (ارنست خليل صبحي) - هيام طعمة (بيتسا) - حسين الشريف - حسين عرفان - فريد بطين - صلاح يحيى - عواد عبدالرحمن - فخري عازر - أمين عنتر - ليزا ماي - رضا حامد - فاروق رمضان (عطية فردي) - أحمد عواد - نهاد رامي - فوزي عبدالشهيد - وسيلة حسين - فاتن المنياوي - عبدالرحمن حامد - حسني حافظ - فوزي الشرقاوي - عزت المشد - إبراهيم مسعود (رفعت رشدي) - سيد محمود (مدبولي)